# Yolande de Polastron
Yolande Martine Gabrielle de Polastron, ducesă de Polignac (8 septembrie 1749 – 9 decembrie 1793) a fost favorită a Mariei Antoaneta, căreia i-a fost prezentată la Palatul Versailles în 1775, un an după ce Maria Antoaneta a devenit regină a Franței. A fost considerată una dintre marile frumuseți pre-revoluționare din înalta societate, însă  din cauza extravaganței și a prieteniei cu regina și-a câștigat mulți dușmani.
Este stră-stră-stră-străbunica actualului monarh de Monaco, Prințul Albert.

## Biografie
Yolande Martine Gabrielle de Polastron s-a născut la Paris în timpul domniei regelui Ludovic al XV-lea. Părinții ei erau Jean François Gabriel, conte de Polastron și Jeanne Charlotte Hérault. S-a născut într-o familie veche aristocrată însă în momentul nașterii lui Gabrielle, în ciuda descendenței lor, familia avea multe datorii iar stilul lor de viață era departe de cel de lux.
La vârsta de șaisprezece ani, Gabrielle a fost logodită cu Jules François Armand, conte de Polignac (1746-1817), cu care s-a măritat la 7 iulie 1767, la câteva luni după aniversarea de optsprezece ani. Jules era căpitan al regimentului regal de dragoni. În primii ani ai căsătoriei Jules și Gabrielle au avut doi copii: o fiică, Aglaé și un fiu. Câțiva ani mai târziu au urmat alți doi fii, inclusiv Jules prinț de Polignac care a devenit prim-ministru al Franței în 1829 sub Carol al X-lea.
În 1775, la o recepție în Sala Oglinzilor de la Versailles îi este prezentată reginei Maria Antoaneta care a fost "orbită"  de ea și invitată să se mute permanent la Versailles. Costul de menținere la curtea de la Versailles era mare și Gabrielle a răspuns că soțul ei nu are bani pentru a finanța o mutare permanentă la palat. Regina a convenit să soluționeze familiei multe datorii restante și de a găsi o programare pentru soțul Gabriellei.
Odată instalată la palat, în apropiere de apartamentele reginei, Gabriela s-a împrietenit și cu fratele mai mic al regelui, contele d'Artois. Regele Ludovic al XVI-lea a încurajat prietenia dintre soția sa și Gabrielle căreia îi era recunoscător pentru influența ei calmantă asupra soției sale.

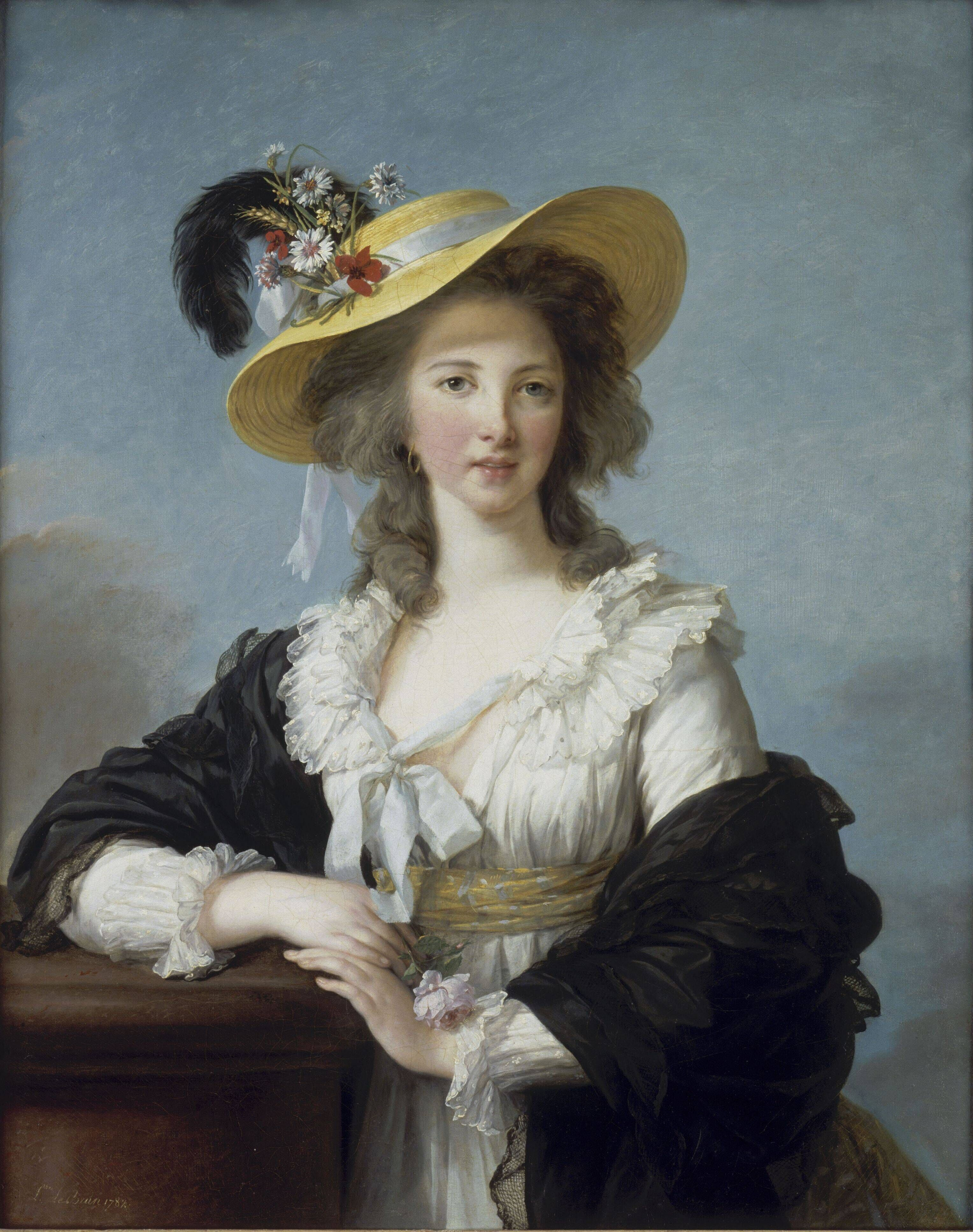
Ducesa de Polignac

Carismatică și frumoasă, Gabrielle a devenit liderul nedisputat al cercului exclusivist al reginei, asigurându-se că puțini au intrat fără apobarea sa. Muți prieteni ai săi o considerau elegantă, sofisticată, fermecătoare și amuzantă. Întreaga familie Polignac a beneficiat enorm de generozitatea reginei însă averea lor în creștere și stilul de viață a revoltat multe familii aristocrate care au respins dominația lor la Curte. În cele din urmă, favoritismul reginei față de familia Polignac a fost una din numeroasele cauze care a alimentat nepopularitatea Mariei Antoaneta. În 1780, soțul ei a acordat titlul de duce de Polignac soțului Gabriellei, o altă sursă de iritare pentru curteni.
La sfârșitul anilor 1780, mii de pamflete pornografice au afirmat că Gabrielle ar fi amanta lesbiană a reginei și deși nu au existat dovezi să susțină aceste acuzații, au făcut pagube incomesurabile prestigiului monarhiei.
În 1782, guvernanta copiilor Franței, Victoire de Rohan, prințesă de Guéméné și soția lui Henri Louis de Rohan, a trebuit să demisioneze din cauza scandalului cauzat de falimentului soțului ei. Regina a înlocuit-o pe prințesă cu Gabrielle. Această numire a generat indignare la Curte, care credea că statutul social al Gabriellei era insuficient pentru un post de o asemenea magnitudine.
Ca urmare a noii poziții de Gouvernante des Enfants de France, Gabrielle a primit 13 camere în palat. Acest lucru era fără precedent, guvernanta anterioară deținuse patru sau cinci camere.
Căsătoria Gabriellei era o căsătorie aranjată tipic aristocrată. Timp de mulți ani ea a fost îndăgostită de căpitanul gărzii regale, Joseph Hyacinthe François de Paule de Rigaud, Conte de Vaudreuil, deși mulți prieteni spueau că Vaudreuil era prea dominator și prea ciudat pentru noua societate a Gabriellei.
Poate și din cauza faptului că regina nu-l plăcea pe Vaudreuil pe care îl găsea nepoliticos și iritant, inflența Gabriellei asupra reginei s-a diminuat temporar după 1785 când regina a născut al doilea fiu. Maria Antoaneta devenea din ce în ce în ce mai nemulțumită de ambiția favoritelor ei, mai ales atunci când au promovat un politician pe care regina însăși îl disprețuia.
După izbucnirea Revoluției franceze, Gabrielle a plecat cu familia în Elveția de unde a ținut contact cu regina prin scrisori. A murit în Austria în decembrie 1793, la scurtă vreme după execuția Mariei Antoaneta.